# Camponotus microcephalus
Camponotus microcephalus é uma espécie de inseto do gênero Camponotus, pertencente à família Formicidae.